# 伯威克鎮區 (密蘇里州牛頓縣)
伯威克鎮區（英語：Berwick Township）是位於美國密蘇里州牛頓縣的一個行政鎮區。

## 地方資料
伯威克鎮區的面積為49.64平方千米，當中陸地面積為49.30平方千米，而水域面積為0.34平方千米。根據2020年美國人口普查的數據，當地共有人口374人，而人口密度為每平方千米7.53人。